# Hans Burmann
Hans Burmann, auch Hans Burman (hispanisierte Form) und Hans Burmann Sánchez (* 9. August 1937 in Bad Honnef, Deutsches Reich) ist ein deutschstämmiger spanischer Kameramann, einer der gefragtesten Bildgestalter des heimischen Kinos seit 1970.

## Leben und Wirken
Der Sohn des Filmarchitekten Siegfried Bürmann (in Spanien oft Sigfrido Burmann; 1890–1980) sowie einer Baskin kam im Jahre 1953 zum Film und arbeitete sich vom Kameraassistenten über den zweiten Kameramann (1960) zum Chefkameramann (1970) beim abendfüllenden Spielfilm hoch.
Burmann hatte in seinen Anfangsjahren größtenteils wenig ambitionierte Unterhaltungsproduktionen für ein Massenpublikum fotografiert und war mit einem Arbeitspensum von bis zu einem halben Dutzend Filmen pro Jahr einer der gefragtesten Kameraleute des iberischen Films. Vor allem der Regisseur Mario Camus verpflichtete Burmann regelmäßig für seine Inszenierungen. Zu Burmanns Ausflügen in das anspruchsorientierte Kunstkino gehören Camus’ auch international viel beachtetes, melancholisch-poetisches Zeitbild Der Bienenkorb und Tomás Gutiérrez Aleas kubanisches Zeit-, Gesellschafts- und Reiseporträt Guantanamera. Darüber hinaus hatte der Deutsch-Spanier auch mehrere sozialpolitisch engagierte Kinofilme (z. B. Die heiligen Narren, Sandino) fotografiert. Weitere starke Beachtung fanden seine Kameraarbeiten zu den auch international viel diskutierten Filmen Tesis – Der Snuff Film und Öffne die Augen.
Hans Burmann fotografierte gelegentlich für das spanische Fernsehen (Serie Los camioneros [1973]). 1988 wurde er für den spanischen Filmpreis Goya nominiert, in der Kategorie Bester Kameramann aufgrund seiner Leistung bei Die Hinrichtung. 1992 folgte eine Nominierung für El rey pasmado und im Jahr darauf eine weitere La marrana.
Im Jahre 2008 zog sich der 71-jährige Hans Burmann ins Privatleben zurück. Sein Bruder ist der Theater- und Filmarchitekt Wolfgang Burmann (* 1940).

## Filmografie (Auswahl)
- 1965: La corrida (Kurzfilm)
- 1970: No desearás al vecino del quinto
- 1971: El más fabuloso golpe del Far West
- 1971: Los días de Cabirio
- 1972: Simón, contamos contigo
- 1972: Los novios de mi mujer
- 1972: La leyenda del alcalde de Zalamea
- 1973: Casa Flora
- 1974: Cómo matar a papá sin hacerle daño
- 1975: Los pajaros de Baden-Baden
- 1975: Die Jungvermählte (La joven casada)
- 1976: Mauricio, mon amour
- 1976: La petición
- 1976: Call Girl
- 1977: Chely
- 1977: Los días del pasado
- 1977: La muerte ronda a Mónica
- 1978: Angel negro
- 1978: Avisa a Curro Jiménez
- 1978: Rebeldia
- 1978: Perro de alambre
- 1979: Die Brut des Bösen
- 1979: La miel
- 1979: Los bingueros
- 1979: El crimen de Cuenca
- 1980: Me olvide de vivir
- 1980: Großangriff der Zombies
- 1980: Ein Turbo räumt den Highway auf (Car Crash / Carrera salvaje)
- 1980: Der französische Salon der Lady O. (Las alumnas de Madame Olga)
- 1981: La casa del paraiso
- 1981: Safari erótico
- 1981: Puente aéreo
- 1982: Target - Gewalt gegen Gewalt (Jugando con la muerte)
- 1982: Gorilas a todo ritmo
- 1982: Der Bienenkorb (La colmena)
- 1982: Colegas
- 1982: Corre, gitano
- 1982: La pitoconejo
- 1983: El pico
- 1983: Pan de ángel
- 1983: Die heiligen Narren (Los santos inocentes)
- 1984: Un par de huevos
- 1984: Psicodance
- 1985: La vieja musica
- 1985: Der Käfig (La gabbia)
- 1986: Puzzle (Puzzle)
- 1986: Werther
- 1987: Federico Garcia Lorca - Der Tod eines Dichters (Lorca - Muerte de un poeta)
- 1987: Die Hinrichtung (La rusa)
- 1987: Barcelona Connection (Barcelona Connection)
- 1988: Guarapó
- 1988: El tesoro
- 1988: Fistfighter (Fistfighter)
- 1989: Die Dinge der Liebe (Las quosas del querer)
- 1989: La sombra del cipres es alargada
- 1990: Sandino (Sandino)
- 1991: Der verblüffte König (El rey pasmado)
- 1991: El largo invierno
- 1992: La marrana
- 1992: ¿Por que lo llaman amor cuando quieren decir sexo?
- 1993: Tocando fondo
- 1993: Amnesia
- 1994: Las quosas del querer II
- 1994: Siete mil dias juntos
- 1995: Guantanamera
- 1995: Tesis – Der Snuff Film (auch Produktionsleitung)
- 1996: Siempre hay un camino a la derecha
- 1996: El tiempo de la felicidad
- 1997: Öffne die Augen
- 1997: El grito en el cielo
- 1998: Rette mich, wer kann (Nada en la nevera)
- 1998: Paris-Timbuktu
- 1998: Novios
- 1999: Año mariano
- 1999: Kubanisch Reisen (Lista de Espera)
- 2000: Gitano
- 2000: Besos para todos
- 2001: Visionarios
- 2001: Clara y Elena
- 2002: El ultimo tren – Der letzte Zug
- 2002: Aunque estes lejos
- 2002: Trileros
- 2004: Perder es cuestión de método
- 2004: Pasos
- 2006: La educación de las ferias
- 2006: Lola, la película
- 2007: El prado de las estrellas
- 2008: Los girasoles ciegos
- 2008: El cuerno de la abundancia
- 2012: Todo es silencio